# Hōnanchō (metropolitana di Tokyo)
Hōnanchō (方南町駅?, Hōnanchō-eki) è una stazione della metropolitana di Tokyo e si trova nel quartiere di Suginami a Tokyo. Appartiene alla diramazione Hōnanchō della Marunouchi della Tokyo Metro, della quale è capolinea.

## Struttura
La stazione è dotata di una banchina centrale con due binari tronchi sotterranei.
| 1-2 | Linea Marunouchi | per Nakano-Sakaue, Ogikubo, Shunjuku e Ikebukuro |

## Stazioni adiacenti
| «                | Servizio             | »                |
| Linea Marunouchi | Linea Marunouchi     | Linea Marunouchi |
| ---------------- | -------------------- | ---------------- |
| Capolinea        | Diramazione Hōnanchō | Nakano-Fujimichō |